# ناصر عبد الهادي
ناصر عبد الهادي (مواليد 16 ديسمبر 1989) لاعب كرة قدم إماراتي يجيد اللعب في الوسط.
لعب لأندية الإمارات وعجمان و دبا الفجيرة و الوحدة و دبا الفجيرة و نادي اتحاد كلباء و .

## روابط خارجية
- ناصر عبد الهادي على موقع Soccerway.com (الإنجليزية)